# 간증
간증은 주로 기독교에서 자신의 종교적 체험을 증언하여 신이나 종교적 절대자의 존재를 주장하는 일이다.
干證(간증)이란 단어에서의 干은 '방패'가 아니라 '죄를 범하다' 또는 '죄/범죄'의 뜻을 나타낸다.
한자 단어의 뜻과 같이 옛적에는 범죄에 관련한 증인 또는 증언을 뜻하는 말로 쓰였다. 
기독교에서 자신의 죄를 증언하는 것, 즉 자신의 죄를 자백하고 고백하는 개념으로 쓰이다가 현재는 자신의 종교적 체험 등을 증언하는 뜻으로 주로 사용되고 있다.